# Scopula blandula
Scopula blandula är en fjärilsart som beskrevs av W. Warren 1906. Scopula blandula ingår i släktet Scopula och familjen mätare. Inga underarter finns listade.